# Taarausk
Als Taarausk (deutsch Taara-Glaube) bezeichnete sich eine vor allem zwischen 1925 und 1940 aktive neuheidnische Bewegung in Estland. Sie will an einen weiterentwickelten Volksglauben der heidnischen Esten anknüpfen, gibt sich allerdings modern und monotheistisch. Im Mittelpunkt steht der estnische Gott Taara.

## Entstehung
Der Taarausk als neuheidnische Religion fand in der Zeit zwischen den beiden Weltkriegen Anhänger in Estland. Vor allem die Ausrufung eines eigenständigen estnischen Nationalstaats 1918 hatte der Idee einer „eigenen“, nationalen, nicht-deutschen und nicht-christlichen Religion Nahrung verschafft. Ähnliche Bewegungen waren in Lettland die Dievturi-Gruppierung und in Litauen die Romuva-Kirche.
Der Taarausk wurde besonders durch den Psychiater Juhan Luiga (1873–1927), der sich für den estnischen Volksglauben und die Mythologie der finno-ugrischen Völker interessierte, seit Mitte der 1920er Jahre popularisiert. Hauptvertreter des Taarausk wurden später der Major Kustas Utuste (bis 1927: Gustav Kirschbaum, 1884–1941?) und dessen Ehefrau Marta Lepp-Utuste. 1930 erschien die erste Ausgabe der Zeitschrift Hiis (dt. heiliger Hain), die die Grundlagen des neuheidnischen Glaubens bildete. 1931 wurde die Satzung der gleichnamigen Gemeinschaft beschlossen. Auf dem offiziellen Gründungskongress wurde der Major Jaan Org zum ersten Vorsitzenden gewählt.
Bei der estnischen Volkszählung 1934 gaben 171 Personen als Religion Taarausk an. In der Folgezeit wuchs die Anhängerschaft auf etwa 600–700 an. Zu den bekanntesten gehörten der Komponist Adolf Vedro und der Lyriker Enn Uibo. Dem Taarausk standen die Schriftsteller Hugo Raudsepp, Henrik Visnapuu, Juhan Jaik und Aino Kallas sowie der Komponist Juhan Aavik nahe. Vor dem Zweiten Weltkrieg gab es in Estland drei registrierte Glaubensgemeinschaften des Taarausk: seit 1931 Tallinna Hiis in Tallinn, seit 1936 Pühajõe Hiis im Kreis Võru und, kurze Zeit später gegründet, Kose Hiis im Kreis Harju.

## Ideologie
Der Taarausk versteht sich als intellektuelle Weiterentwicklung bzw. Neuschaffung des estnischen Volksglaubens unter modernen Vorzeichen. Mit ihm sollte ein heidnischer Glauben geschaffen werden, der weitgehend frei von „ausländischen“ Einflüssen war. Ein nationaler estnischer Glaube sollte sich als Alternative zum „übernationalen“ Christentum verstehen, das im 13. Jahrhundert mit Gewalt die estnische Selbstständigkeit zerstört hatte. Der Dogmatismus des Christentums wird vom Taarausk abgelehnt. Dieser sollte vielmehr „aus dem Volk“ erwachsen. Ein Zurück zum alten, vorchristlichen Heidentum des 13. Jahrhunderts konnte und sollte es allerdings nicht geben. Der Taarausk musste sich mit dem modernen wissenschaftlichen Weltbild in Einklang bringen lassen.
Die Anhänger des Taarausk, die taaralased oder taarausulised, trugen Amulette um den Hals, in denen sich die Erde von Orten befand, die im Taarausk als heilig galten. Die Amulette hießen tõlet, ein estnischer Neologismus aus tõde (Wahrheit), elu (Leben) und tee (Weg). Mit neuen Wörtern wie asko (vom Wort askus – Zauberspruch) und hiislar (vom Wort hiis – heiliger Hain) wurden die geistlichen Anführer des Taarausk bezeichnet. Für Heiraten und das Abschiednehmen von den Verstorbenen galten besondere Rituale. Lieder, das Spiel auf der Kannel sowie ein spezieller Kalender waren besondere Merkmale des Taarausk.
Verschiedene Feiertage wurden von den Anhängern des Taarausk gefeiert. Eine besondere Rolle spielte die Erinnerung an den Aufstand in der Georgsnacht, bei dem sich im 14. Jahrhundert die einheimischen Esten gegen die christliche Fremdherrschaft gewaltsam zur Wehr gesetzt hatten.

## Ende der Bewegung
Ende der 1930er Jahre ebbte die Taarausk-Bewegung ab. Marta Lepp-Utuste starb 1940. Mit der sowjetischen Besetzung Estlands 1940 wurde der Taarausk verboten und die freie Religionsausübung unmöglich gemacht. Die Anhänger des Taarausk wurden systematisch verfolgt, deportiert oder hingerichtet. Kustas Kirschbaum-Utuste wurde von den sowjetischen Behörden verhaftet, sein Schicksal ist bis heute ungeklärt.
Mit Wiedererlangung der estnischen Unabhängigkeit kam es seit Anfang der 1990er Jahre zu Versuchen einer Wiederbelebung des Taarausk. Sie finden in einem weitgehend säkularisierten Umfeld statt. 1058 Personen gaben in der estnischen Volkszählung 2000 an, Anhänger des Taarausk oder des Maausk zu sein. Der Taarausk ist heute mehr eine New-Age-Sekte. Derzeit sind zwei Gemeinden in Estland registriert: Päikese Hiis und Tarbatu Hiis. Der ursprüngliche Monotheismus des Taarausk der Zwischenkriegszeit wurde zugunsten eines Götterhimmels aufgegeben. Der Taarausk verschwindet immer mehr zugunsten des Maausk, der einen eigenständigen estnischen Ansatz des Pantheismus vertritt. Die Übergänge sind fließend.